# Emunoa protenta
Genre
Espèce
Emunoa protenta, unique représentant du genre Emunoa, est une espèce de copépodes de la famille des Rhynchomolgidae.

## Distribution
Cette espèce est endémique de Nouvelle-Calédonie. Elle se rencontre dans l'océan Pacifique.
Ce copépode est associée au scléractiniaire Psammocora haimeana.

## Publication originale
- Humes, 1996 : New genera of Copepoda (Poecilostomatoida) from the scleractinian coral Psammocora in New Caledonida. Zoological Journal of the Linnean Society, vol. 118, no 1, p. 59-82.